# Осовец (Монькский повет)
Осовец (пол. Osowiec) — деревня в Монькском повете Подляского воеводства Польши. Входит в состав гмины Гонёндз. По данным переписи 2011 года, в деревне проживало 307 человек. Жители заняты преимущественно скотоводством, предоставляются агротуристические услуги. Есть католический костёл Вознесения Господня.

## Расположение
Деревня находится примерно в 14 км к северо-западу от города Моньки. Расположена на правом берегу реки Бебжа у границы национального парка Бебжанский. Примерно в 6 км южнее находится крепость Осовец.